# Huangyuan

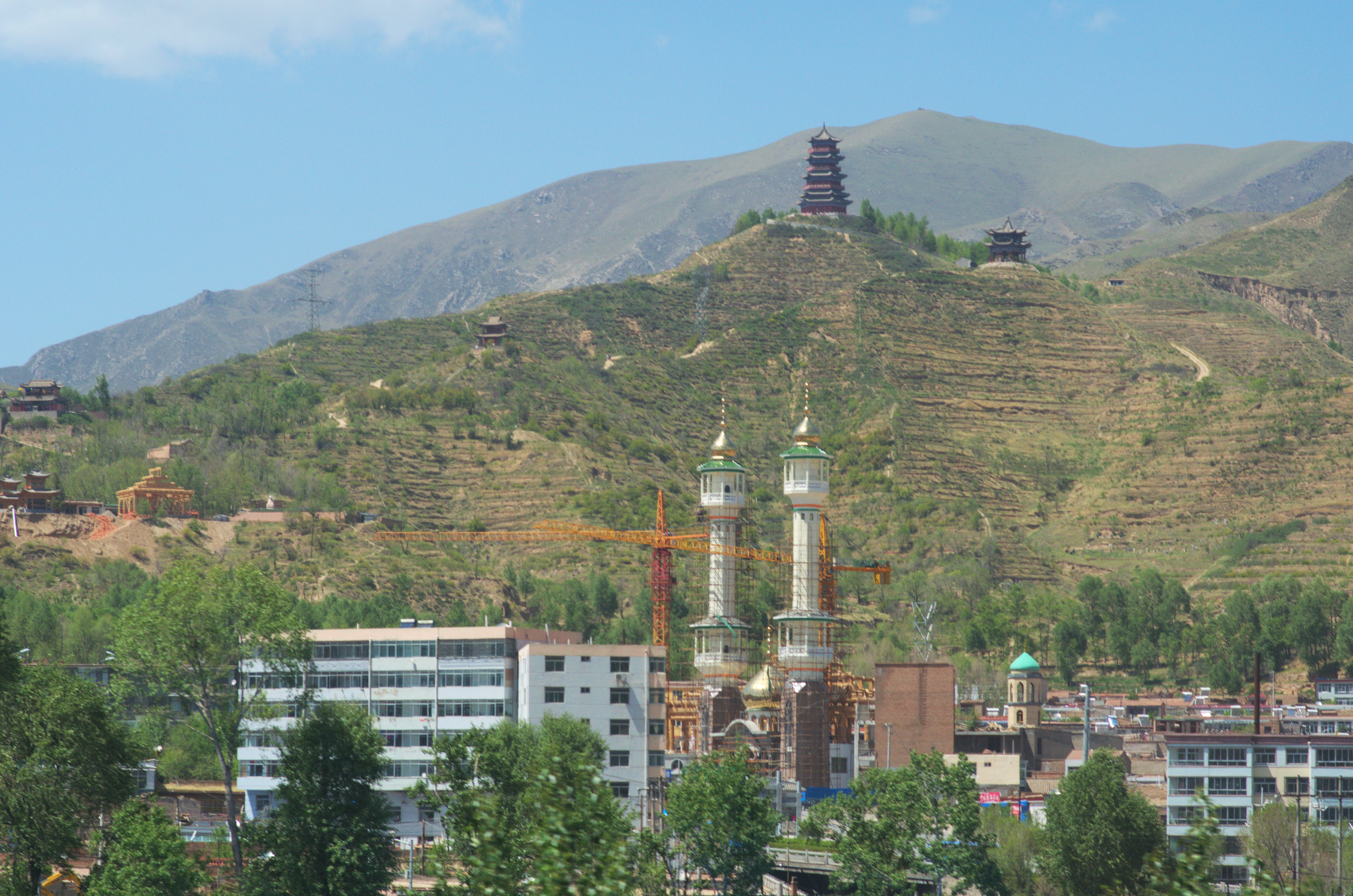
Moschee von Huangyuan

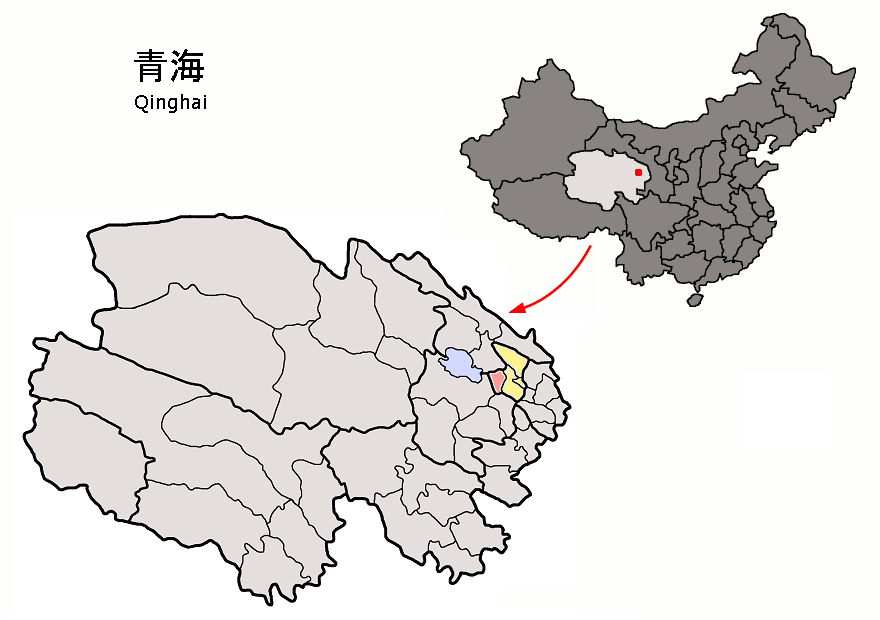
Lage von Huangyuan in Qinghai

Huangyuan (湟源县,  Huángyuán Xiàn) ist ein Kreis der bezirksfreien Stadt Xining (tibet. Ziling), der Hauptstadt der chinesischen Provinz Qinghai. Er hat eine Fläche von 1.547 km² und zählt 109.802 Einwohner (Stand: Zensus 2020). Sein Hauptort ist die Großgemeinde Chengguan (城关镇).

## Administrative Gliederung
Auf Gemeindeebene setzt sich Huangyuan aus zwei Großgemeinden und sieben Gemeinden (davon eine Nationalitätengemeinde) zusammen. Diese sind:
- Großgemeinde Chengguan 城关镇
- Großgemeinde Dahua 大华镇
- Gemeinde Dongxia 东峡乡
- Gemeinde Riyue der Tibeter 日月藏族乡
- Gemeinde Heping 和平乡
- Gemeinde Bohang 波航乡
- Gemeinde Shenzhong 申中乡
- Gemeinde Bayan 巴燕乡
- Gemeinde Sizhai 寺寨乡

## Ethnische Gliederung der Bevölkerung (2000)
Beim Zensus im Jahr 2000 hatte Huangyuan 129.814 Einwohner.
| Name des Volkes | Einwohner | Anteil  |
| --------------- | --------- | ------- |
| Han             | 111.704   | 86,05 % |
| Tibeter         | 13.472    | 10,38 % |
| Hui             | 2.216     | 1,71 %  |
| Mongolen        | 1.855     | 1,43 %  |
| Tu              | 413       | 0,32 %  |
| Salar           | 68        | 0,05 %  |
| Manju           | 34        | 0,03 %  |
| Zhuang          | 12        | 0,01 %  |
| Sonstige        | 40        | 0,03 %  |